# 黄山药
黄山药（学名：Dioscorea panthaica）是薯蓣科薯蓣属的植物，是中国的特有植物。分布在中国大陆的四川、云南、贵州、湖北、湖南等地，生长于海拔1,000米至3,500米的地区，常生长在山坡灌木林下、密林的林缘或山坡路旁，目前尚未由人工引种栽培。

## 别名
姜黃、黄姜、老虎姜（四川泸定）